# Fuerzas Armadas Rebeldes

Logo der FAR

Die Fuerzas Armades Rebeldes (auf Deutsch: Bewaffnete Rebellenstreitkräfte) waren von 1962 bis 1996 eine linksgerichtete Guerillaorganisation in Guatemala. Sie wurden während des Bürgerkrieges ab 1960 aus den Resten der besiegten Gruppen Movimiento Revolucionario 20 de Octubre (MR-20), PGT, Movimiento Revolucionario 12 de Octubre der studentischen Gruppierung AEU und der MR-13 gegründet, um gegen die von den USA errichtete Militärdiktatur zu kämpfen, und gingen nach Abschluss des Friedensvertrages Ende 1996 in der nunmehr als politische Partei konstituierten Unidad Revolucionaria Nacional Guatemalteca (URNG) auf, der sie seit 1982 als Mitgliedsorganisation angehört hatten.
Hintergrund der Guerillakämpfe war der Sturz der Regierung unter Jacobo Árbenz Guzmán durch den von der CIA der Vereinigten Staaten organisierten Militärputsch 1954 (Operation PBSUCCESS) und die darauf folgende Rückgängigmachung der im Zuge der Guatemaltekischen Revolution durchgesetzten Reformvorhaben, wozu die Teilenteignung der United Fruit Company zugunsten landloser Bauern im Rahmen der Landreform in Guatemala gehörte. Ziel der FAR war die Beendigung der Militärdiktatur und eine Rückkehr zu einer linken Reformpolitik. Politisch standen die FAR der marxistisch-leninistischen Guatemaltekischen Partei der Arbeit PGT (Partido Guatemalteco del Trabajo) nahe.
Die Fuerzas Armadas Rebeldes operierten aufgeteilt in drei Zonen:
- Zone 1 (Frente Alaric Bennett) in der Region Izabal unter Yon Sosa,
- Zone 2 (Frente de la Granadilla) in der Region Zacapa-Chicimula unter den ehemaligen Offizieren Luis Trejo Esquivel und Bernal Hernández,
- Zone 3 (Frente Guerrillero Edgar Ibarra, FGEI) südwestlich vom Izabal-See unter Turcios.
Ab Ende der 1960er-Jahre begann die guatemaltekische Regierung großflächige Operationen gegen die FAR, bei der bis zu 8000 Menschen starben. Die Überlebenden flohen nach Mexiko, um sich neu zu organisieren.
Nach mehreren Geiselnahmen und Morden an Politikern und Botschaftsangehörigen verschwand die FAR ab 1971 in die Bedeutungslosigkeit, bis sie sich nach Ende des Bürgerkriegs 1996 endgültig auflöste.

## Entführungen
Die FAR wurden auf internationaler Ebene besonders durch mehrere Entführungen und Morde an hohen Vertretern des seinerzeitigen Regimes und seiner Unterstützer bekannt. Das wohl bekannteste Opfer war der US-amerikanische Botschafter John Gordon Mein, der im August 1968 entführt wurde und bei einem Fluchtversuch ums Leben kam. Monate zuvor hatten die FAR als Reaktion auf mehrere Festnahmen bereits zwei US-Ärzte ermordet, welche die US-Botschaft in Guatemala-Stadt besuchen wollten.
1970 folgten zwei weitere Aktionen, beginnend mit der Entführung des guatemakalischen Außenministers Alberto Fuentes Mohr, der gleichzeitig auch der Gründer der Sozialdemokratischen Partei in Guatemala war. Dieser wurde im Austausch gegen ein inhaftiertes FAR-Mitglied aber wieder freigelassen. Auch der deutsche Diplomat Karl Graf von Spreti wurde im April 1970 Opfer einer Geiselnahme. Bei einem Fluchtversuch wurde er jedoch erschossen, was zu einer diplomatischen Krise zwischen der Bundesrepublik und der guatemaltekischen Regierung führte.

## Belege
1. ↑  Proclama de las Fuerzas Armadas Rebeldes. Fuerzas Armadas Rebelde, Guatemala, 30. November 1963. Zitiert nach Cedema, abgerufen am 23. Dezember 2023. Auszug: [...] el derrocamiento de la dictadura por medio de un verdadero cambio. No se quiere un golpe de Estado más. No se quiere una revuelta sino una limpia revolución. Lucharemos para que el régimen que ha padecido el país lo sustituya uno completamente nuevo, basado en la honestidad y sin lugar para ambiciones bastardas, que de manera intransigente defienda los intereses nacionales, que levante la economía con el concurso de todos los guatemaltecos dispuestos a hacerlo, que dé oportunidad de trabajo y de ganar lo necesario para que no haya hogares con hambre, sin techo, abandonados; que redistribuya la tierra sobre bases de justicia para que todo agricultor tenga la suya donde sembrar y la producción aumente, que invierta los recursos nacionales y los que al país le corresponda recuperar en el desarrollo económico y en procurar bienestar, seguridad, salud y educación para todos los habitantes.
2. ↑  Carlota Mcallister: A Headlong Rush into the Future. In: A Century of Revolution. Duke University Press, 2010, S. 276–308, doi:10.1215/9780822392859-009.
3. ↑  The Assassination of Ambassador John Gordon Mein, Guatemala, 1968 – Association for Diplomatic Studies & Training. Abgerufen am 23. August 2023.
4. ↑  Lewis H. DiUguid: Alberto Fuentes Fohr, 51, Guatemalan Leader, Dies. In: Washington Post. 27. Januar 1979, ISSN 0190-8286 (washingtonpost.com [abgerufen am 23. August 2023]).
5. ↑  Bernhard Blumenau: The United Nations and terrorism: Germany, multilateralism, and antiterrorism efforts in the 1970s. Palgrave Macmillan, Basingstoke 2014, ISBN 978-1-137-39196-4.